# MESS
MESS (Multiple Emulator Super System) é um emulador para muitos jogos de consoles e sistemas de computador, com base no núcleo do MAME, um emulador de jogos tipo arcade.
A proposta principal do MESS é preservar décadas de história para os consoles e computadores. Enquanto a tecnologia continua a progredir, o MESS evita que os sistemas criados nesse meio-termo (que geralmente possuem uma legião de fãs, como o Mega Drive ou o Super Nintendo) se percam no meio do caminho e por consequência se tornem esquecidos.
O MESS emula desde consoles de mesa e portáteis, computadores e PDAs, xadrez eletrônico e calculadoras científicas.
O projeto se foca sobretudo em exatidão e portabilidade, e embora algumas vezes o MESS não seja o emulador mais rápido para um determinado sistema, os programadores do projeto sempre tentam encontrar as soluções que mais se aproximam da forma com que um determinado software se comportaria no sistema emulado, o que faz dele extremamente útil para o desenvolvimento de software "caseiro"—sobretudo jogos, como por exemplo, para Atari 7800.[1]
A partir da versão 0.125, passou a utilizar uma nova logomarca. Já a versão 0.128 foi uma das que mais melhoraram em termos de otimizações nos drives e novos sitemas compatíveis. A partir da subversão MESS 0.128 3562, seguindo o MAME 0.128u4, passou a ser orientado a objeto, que a princípio teve grande impacto sobre os drivers, fazendo com que alguns ficassem desativados. Este problema fez com que alguns drivers fossem esquecidos, mas os desenvolvedores garantem que em breve todos os drivers voltarão a estar no MESS para uso.
O MESS é atualizado quase mensalmente, seguindo, em geral, as atualizações feitas ao MAME. Cada versão nova geralmente traz grandes melhorias, muitas delas propostas pelos usuários colaboradores do projeto.
Como todo projeto open source, qualquer um pode colaborar, seja programando, testando, compartilhando informações sobre os sistemas, ou mesmo relatando problemas em uso normal do emulador, para que outras pessoas corrijam defeitos ou possíveis regressões.
O MESS suporta mais de 300 sistemas únicos de um total de 732 variações de sistemas, e o número de emulações aumenta constantemente. Nem todos estão funcionais: cerca de 180 deles estão desabilitados na versão 0.128, embora, em alguns deles, ainda seja possível rodar jogos e aplicativos normalmente.

## Licença do MESS
O MESS é distribuído sob a mesma licença do MAME. Enquanto o MESS é distribuído sem custo algum e com código fonte, ele não é propriamente um software open source ou free software porque seu uso comercial é proibido, o que contraria as licenças defendidas pelos movimentos de software livre, como a GPL da Free Software Foundation.
Em particular, o MESS pode ser redistribuído na forma binária ou como código-fonte, bem como modificado, mas em sua licença é afirmado que "as redistribuíções não podem ser comercializadas, nem podem ser usadas como produtos ou atividades comerciais". Além disso, redistribuições ou versões modificadas (trabalho derivativo) devem ser incluídas completamente no código fonte correspondente (similar ao copyleft)

## Questões de copyright
Por motivos de copyright, este emulador não pode vir com as ROMs das máquinas reais, o que é uma das principais razões para que o MESS ainda não seja muito conhecido. Poucas pessoas têm o conhecimento técnico e o equipamento necessário para produzir dumps, isto é, cópias das ROMs existentes na forma de um arquivo. De qualquer forma, muitos usuários com conhecimentos avançados fazem essas cópias e as disponibilizam na internet. O uso dessas cópias de ROMs, em geral, é reconhecido como uma prática aceitável para quem possui um exemplar do equipamento emulado, mas como um ato ilegal pelas demais pessoas.

## Usando o MESS
Para que os sistemas funcionem de modo correto (ou para que simplesmente funcionem, na maioria dos casos) é importante que as ROMs estejam na pasta correta (ROMS) do emulador, ou pelo menos em uma pasta que o usuário informe, com o nome do arquivo adequado ao padrão do sistema. Alguns sistemas emulados (sobretudo consoles) podem necessitar a imagem da ROM de um cartucho. É semelhante ao que acontece com a maioria dos emuladores de consoles, com a diferença que o MESS permite a navegação da BIOS de todos os sistemas que permitem uma navegação do tipo, bem como jogar jogos que estiverem "na memória" desses sistemas (como o Master System II, que possui o jogo
 Alex Kidd in Miracle World na memória (Sonic The Hedgehog na versão européia do console) ou o CPS Changer que vem com o Street Fighter Alpha, sendo para isso necessário apenas ter a ROM do sistema.

## Sistemas emulados
O site oficial do projeto afirma que o MESS é capaz de emular os seguintes sistemas, embora seja sabido que alguns deles (como PC-FX, GameBoy Advance, Pico, Sega CD e outros) já são emulados no MESS mas ainda não são oficialmente reconhecidos:
- 3DO

- ABC 80

- ABC 800C

- ABC 800M

- ABC 802

- ABC 806

- Acorn Electron

- Adventurevision

- AIM 65

- Alfa

- Alice

- Amstrad CPC 464+

- Amstrad CPC 6128+

- Amstrad PC1512 (version 1)

- Amstrad PC1512 (version 2)

- Amstrad PC1640 / PC6400 (US)

- Amstrad PC20

- Amstrad/Schneider CPC464

- Amstrad/Schneider CPC6128

- Amstrad/Schneider CPC6128 Azerty French Keyboard

- Amstrad/Schneider CPC664

- APEXC (as described in 1957)

- APF Imagination Machine

- APF M-1000

- Apple ///

- Apple

- Apple II+

- Apple IIc

- Apple IIc (Original Memory Expansion)

- Apple IIc Plus

- Apple IIc (rev 4)

- Apple IIc (UniDisk 3.5)

- Apple IIe

- Apple IIe (enhanced)

- Apple IIe (Platinum)

- Apple I

- Apple IIgs (ROM00)

- Apple IIgs (ROM01)

- Apple IIgs (ROM03)

- Apple ][j+

- Aquarius

- Arcadia 2001

- Atari 2600 (NTSC)

- Atari 2600 (PAL)

- Atari 400 (NTSC)

- Atari 400 (PAL)

- Atari 5200

- Atari 5200 (alt)

- Atari 7800 NTSC

- Atari 7800 PAL

- Atari 800 (NTSC)

- Atari 800 (PAL)

- Atari 800XL

- Atari Jaguar

- Atom

- Atom with Eprom Box

- Bally Computer System

- Bally Professional Arcade

- BBC Master

- BBC Micro Model A

- BBC Micro Model B

- BBC Micro Model B+ 128k

- BBC Micro Model B+ 64K

- BeBox Dual603-133

- BeBox Dual603-66

- C64GS (PAL)

- CBM4064/PET 64/Educator64 (NTSC)

- CF-1200 (Japan)

- CF-2000 (Japan)

- CF-2700 (Japan)

- CF-3000 (Japan)

- CF-3300 (Japan)

- Channel F

- Chess Champion MK I

- Chess Champion MK II

- Coleco Adam

- ColecoVision

- ColecoVision (Thick Characters)

- Color Computer

- Color Computer 2

- Color Computer 2B

- Color Computer 3 (NTSC)

- Color Computer 3 (NTSC; HD6309)

- Color Computer 3 (PAL)

- Color Computer (Extended BASIC 1.0)

- Colour Genie EG2000

- Commodore 128 French (PAL)

- Commodore 128 German (PAL)

- Commodore 128 Italian (PAL)

- Commodore 128 NTSC

- Commodore 128 Swedish (PAL)

- Commodore 16/116/232/264 (PAL)

- Commodore 16/116/232/264 (PAL), 1551

- Commodore 16 Novotrade (PAL, Hungarian Character Set)

- Commodore 30xx (Basic 2)

- Commodore 30xx (Basic 2) (business keyboard)

- Commodore 364 (Prototype)

- Commodore 40xx FAT (CRTC) 50 Hz

- Commodore 40xx FAT (CRTC) 60 Hz

- Commodore 40xx THIN (business keyboard)

- Commodore +4 (NTSC)

- Commodore +4 (NTSC), 1551

- Commodore 64 (NTSC)

- Commodore 64 Swedish (PAL)

- Commodore 64/VC64/VIC64 (PAL)

- Commodore 80xx 50 Hz

- Commodore 80xx 60 Hz

- Commodore 80xx German (50 Hz)

- Commodore 80xx Swedish (50 Hz)

- Commodore Amiga 1000 (NTSC-OCS)

- Commodore Amiga 500 (NTSC-OCS)

- Commodore Amiga 500 (PAL-OCS)

- Commodore Amiga CDTV 1.0 (NTSC)

- Commodore B128-40/Pet-II/P500 60 Hz

- Commodore B128-80HP/710

- Commodore B128-80LP/610 60 Hz

- Commodore B256-80HP/720

- Commodore B256-80HP/720 Swedish/Finnish

- Commodore B256-80LP/620 50 Hz

- Commodore B256-80LP/620 Hungarian 50 Hz

- Commodore Max (Ultimax/VC10)

- Commodore SP9000/MMF9000 (50 Hz)

- Compis

- Concept

- Cosmac VIP (VP-711)

- CP400

- CPS Changer (Street Fighter ZERO)

- CreatiVision (NTSC)

- DAI Personal Computer

- Data General/One

- Dragon 32

- Dragon 64

- Dragon 64 Plus

- Dragon Alpha Prototype

- Dragon Beta Prototype

- Dreamcast (European PAL)

- Dreamcast (Japan NTSC)

- Dreamcast (US NTSC)

- Enterprise 128

- Enterprise 128 (EXOS 2.1)

- EURO PC

- Expert (Brazil)

- Expert DDPlus (Brazil)

- Expert Plus (Brazil)

- Famicom

- Famicom Twin

- Fellow (Finland)

- Franklin Ace 100

- FS-1300 (Japan)

- FS-4000 (Japan)

- FS-4500 (Japan)

- FS-4600 (Japan)

- FS-4700 (Japan)

- FS-5000F2 (Japan)

- FS-5500F1/F2 (Japan)

- FS-A1 / 1st released version (Japan)

- FS-A1 / 2nd released version (Japan)

- FS-A1F (Japan)

- FS-A1FM (Japan)

- FS-A1FX (Japan)

- FS-A1MK2 (Japan)

- FS-A1WSX (Japan)

- FS-A1WX / 1st released version (Japan)

- FS-A1WX / 2nd released version (Japan)

- FunVision Computer Video Games System (PAL)

- Galaksija

- GameBoy

- GameBoy Color

- GameBoy Pocket

- Game.com

- Genesis (USA, NTSC)

- Geneve 9640

- HB-201 (Japan)

- HB-201P

- HB-501P

- HB-75D (Germany)

- HB-75P

- HB-8000 Hotbit 1.1

- HB-8000 Hotbit 1.2

- HB-F1II (Japan)

- HB-F1 (Japan)

- HB-F1XD (Japan)

- HB-F1XDJ (Japan)

- HB-F1XDMK2 (Japan)

- HB-F1XV (Japan)

- HB-F500 (Japan)

- HB-F500P

- HB-F700D (Germany)

- HB-F700P

- HB-F700S (Spain)

- HB-F900 / 1st released version (Japan)

- HB-F900 / 2nd released version (Japan)

- HB-F9P

- HB-G900P

- HiSaturn

- HX-10

- IBM PC 08/16/82

- IBM PC 10/27/82

- IBM PC/AT (CGA, MF2 Keyboard)

- IBM PC/XT (CGA)

- Indigo2 (R4400, 150 MHz)

- Indy (R4600, 133 MHz)

- Indy (R5000, 150 MHz)

- Intellivision

- Intellivision Keyboard Component (Unreleased)

- Intellivision (Sears)

- Inves Spectrum 48K+

- IQ-1000 DPC-100 (Korea)

- IQ-1000 DPC-180 (Korea)

- IQ-1000 DPC-200 (Korea)

- IQ-2000 CPC-300 (Korea)

- IRIS Indigo (R4400, 150 MHz)

- Jupiter Ace

- Kaypro 2x

- KC 85/3

- KC 85/4

- KC Compact

- KIM-1

- Lambda 8300

- Laser 110

- Laser 110 (Germany)

- Laser 128ex (rev 4a)

- Laser 128 (rev 4)

- Laser 200

- Laser 210

- Laser 210 (Germany)

- Laser 310

- Laser 350

- Laser 500

- Laser 700

- Lisa 2

- Lisa 2/10

- LNW-80

- Lviv

- Lynx

- Lynx II

- Macintosh 128K

- Macintosh 512K

- Macintosh 512Ke

- Macintosh Classic

- Macintosh Plus

- Macintosh SE

- Macintosh XL

- Mato (Basic ROM)

- Mato (Games ROM)

- MC-10

- Mega Drive (Europe, PAL)

- Mega Drive (Japan, NTSC)

- MegaDuck/Cougar Boy

- Mega ST

- Mega STE

- Mephisto 4 Schach Computer

- Mephisto 5 Schach Computer

- Microbee 32 IC

- Microbee 32 PC

- Microbee 32 PC85

- Microbee 56

- Micro Professor 1

- Micro Professor 1B

- Microtan 65

- MO5

- MO5E

- MO5 NR

- MO6

- MSX

- MSX2

- MSX2+

- MTX 512

- MZ-700

- MZ-700 (Japan)

- Nascom 1

- Nascom 2

- NC100

- Nintendo 64

- Nintendo Entertainment System (NTSC)

- Nintendo Entertainment System (PAL)

- NMS-8220 / 1st released version

- NMS-8220 / 2nd released version

- NMS-8245

- NMS-8250

- NMS-8255

- NMS-8280

- Odyssey 2

- Oric 1

- Oric Atmos

- Oric Telestrat

- PC200 Professional Series

- PC8300

- PC-8801 MKIISR (Hires display, VSYNC 24KHz)

- PC-8801 MKIISR (Lores display, VSYNC 15KHz)

- PC/AT 386(CGA, MF2 Keyboard)

- PC/AT 486(CGA, MF2 Keyboard)

- PC/AT 586(CGA, MF2 Keyboard)

- PC/AT (CGA, MF2 Keyboard)

- PC/AT (VGA, MF2 Keyboard)

- PC (CGA)

- PC Engine

- PC (MDA)

- PC/XT (VGA, MF2 Keyboard)

- PDP-1

- PET2001/CBM20xx Series (Basic 1)

- Philips P2000M

- Philips P2000T

- PMD-85.1

- PMD-85.2

- PMD-85.2A

- PMD-85.2B

- PMD-85.3

- Pocket Computer 1251

- Pocket Computer 1350

- Pocket Computer 1401

- Pocket Computer 1402

- Pocket Computer 1403

- Pocket Computer 1403H

- Pokemon Mini

- Power 3000

- Pravetz 8D

- Pravetz 8D (Disk ROM)

- Pravetz 8D (Disk ROM, RadoSoft)

- Primo A-32

- Primo A-48

- Primo A-64

- Primo B-64

- Prodest PC 128

- QL (France)

- QL (Germany)

- QL (Italy)

- QL (Mexico)

- QL (Spain)

- QL (Sweden)

- QL (UK)

- QL (USA)

- Rebel 5 Schach Computer

- Sam Coupe

- Samsung Gam*Boy II (Korea)

- Saturn (Japão)

- Saturn (PAL)

- Saturn (USA)

- SC-3000

- SC-3000/Super Control Station SF-7000

- Sega Game Gear - European/American

- Sega Game Gear - Japanese

- Sega Master System I

- Sega Master System II

- Sega Master System II (PAL)

- Sega Master System I (PAL)

- Sega Master System (Japan)

- Sega Master System Store Display

- Sega SG-1000 Mark III

- SG-1000

- SG-1000 Mark II

- Sharp X68000

- Sony PlayStation (Asia-Pacific)

- Sony PlayStation (Europe)

- Sony PlayStation (Japan)

- Sony PlayStation (USA)

- Sorcerer

- Sorcerer (diskless)

- Sord M5

- Spectrum I+

- ST

- STE

- Studio II

- Superboard II Model 600 (Rev. B)

- Super GameBoy

- SuperGrafx

- Super Nintendo Entertainment System (NTSC)

- Super Nintendo Entertainment System (PAL)

- Supervision

- SVI-318 (SV BASIC v1.0)

- SVI-328

- SVI-603 Coleco Game Adapter

- SVI-738

- System-80

- T9000

- Tandy 1000HX

- Tano Dragon 64 (NTSC)

- Tatung Einstein TC-01

- TC-2048

- Telmac 2000

- Telmac TMC-600 (Sarja II)

- The Commodore 64DX Development System (Prototype, PAL, German)

- The Commodore 65 Development System (Prototype, NTSC)

- TI-81

- TI-82

- TI-83

- TI-83 Plus

- TI-85

- TI-86

- TI99/4A Home Computer (Europe)

- TI99/4A Home Computer (US)

- TI99/4A Home Computer with EVPC

- TI99/4 Home Computer (Europe)

- TI99/4 Home Computer (US)

- TI-99/8 Computer (Europe)

- TI-99/8 Computer (US)

- TI Avigo 100 PDA

- Timex Sinclair 1000

- TI Model 990/10 Minicomputer System

- TI Model 990/4 Microcomputer System

- TK-90x Color Computer

- TK-95 Color Computer

- TM 990/189 University Board microcomputer with University Basic

- TM 990/189 University Board microcomputer with University Basic and Video Board Interface

- TO7

- TO7/70

- TO7/70 arabic

- TO8

- TO8D

- TO9

- TO9+

- Tomy Tutor

- TRS-80 Model I (Level I Basic)

- TRS-80 Model I (Radio Shack Level II Basic)

- TRS-80 Model I (R/S L2 Basic)

- TS-2068

- TurboGrafx 16

- TX-0 original demonstrator (64 kWords of RAM)

- TX-0 upgraded system (8 kWords of RAM)

- TX-8000 (UK)

- UK101

- UK-2086 ver. 1.2

- VC4000

- Vectrex

- VG-8235

- VIC1001 (NTSC)

- VIC20 (NTSC)

- VIC20 (NTSC), IEEE488 Interface (SYS45065)

- VIC20 PAL, Swedish Expansion Kit

- VIC20/VC20(German) PAL

- V-Saturn

- VZ-200 (Germany & Netherlands)

- VZ-200 (Oceania)

- VZ-300 (Oceania)

- WAVY PHC-23 (Japan)

- WAVY PHC-35J (Japan)

- WAVY PHC-70FD2 (Japan)

- WAVY PHC-70FD (Japan)

- WonderSwan

- WonderSwan Color

- X-II CPC-400 (Korea)

- X-II CPC-400S (Korea)

- Z88

- ZX-80

- ZX-81

- ZX.Aszmic

- ZX Spectrum

- ZX Spectrum 128

- ZX Spectrum 128 (Spain)

- ZX Spectrum +2

- ZX Spectrum +2a

- ZX Spectrum +2 (France)

- ZX Spectrum +2 (Spain)

- ZX Spectrum +3

- ZX Spectrum +3e

- ZX Spectrum +3e (Spain)

- ZX Spectrum +3 (Spain)

- ZX Spectrum +4

- ZX Spectrum (BusySoft Upgrade v1.18)

- ZX Spectrum (Collier's Upgrade)

- ZX Spectrum (De Groot's Upgrade)

- ZX Spectrum (LEC Upgrade)

- ZX Spectrum (Maly's Psycho Upgrade)